# Cañón de 32 libras
El cañón de 32 libras fue una tipología de cañón media, similar pero ligeramente más grande que una culebrina. Era más pequeño que el cañón típico de 42 libras desarrollado a principios del siglo XVII, que era considerado el cañón pleno, por lo que a veces el de 32 libras era referido como "demicañon" o semicañón. Se trataba del calibre más bajo usado para artillería naval en la armada inglesa del siglo XVII inglés. Otras armadas estandarizaron calibres distintos, como el cañón de 36 libras de la marina francesa.
Los buques armados con estas piezas incluyeron al HMS Sovereign of the Seas, HMS Resolution,  HMS James y HMS Stirling Castle desplegados durante las guerras navales anglo-neerlandesas. Estos cañones fueron típicamente de 11 pies (3.4 m) con un calibre de 6 pulgadas (15.4 cm), pudiendo pesar hasta 5600 lb (2540 kg). Requerían 18 lb (8 kg) de pólvora negra para despedir un proyectil de 32 lb (14.5 kg). El alcance efectivo rondaba los 1600 pies (490 m).
Fueron utilizados durante el siglo XVIII en navíos de línea de tres cubiertas que podían llevar hasta 100 cañones. A pesar de su potencia, eran poco precisos fuera del corto alcance, por lo que los buques intentaban acercarse al blanco tanto como fuera posible antes de despedir su andanada para maximizar el daño al enemigo. A veces una sola salva era bastante para neutralizar al barco enemigo.

## Imágenes

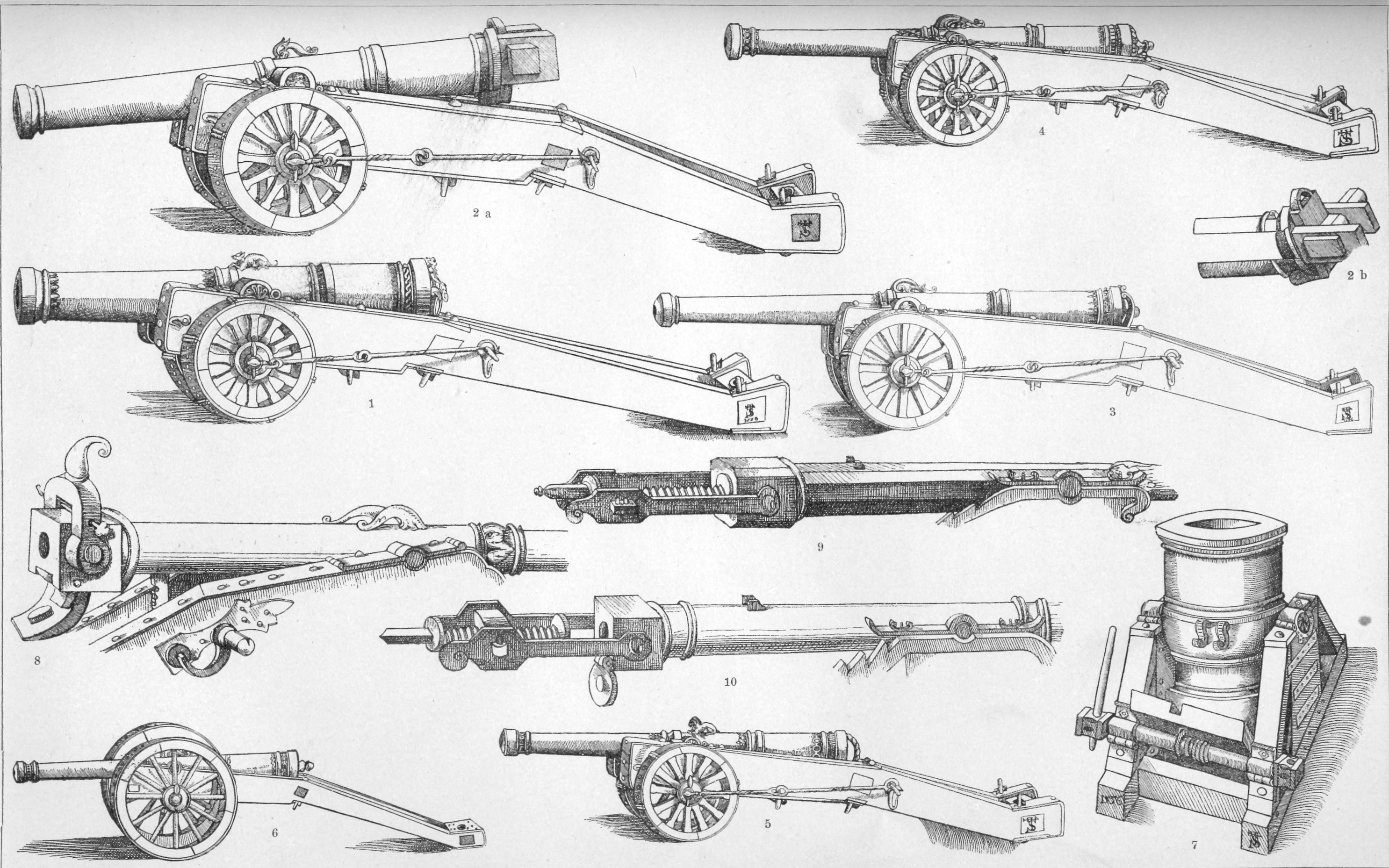
Artillería alemana del siglo XVI, incluyendo con el número 4 un semi-cañón.
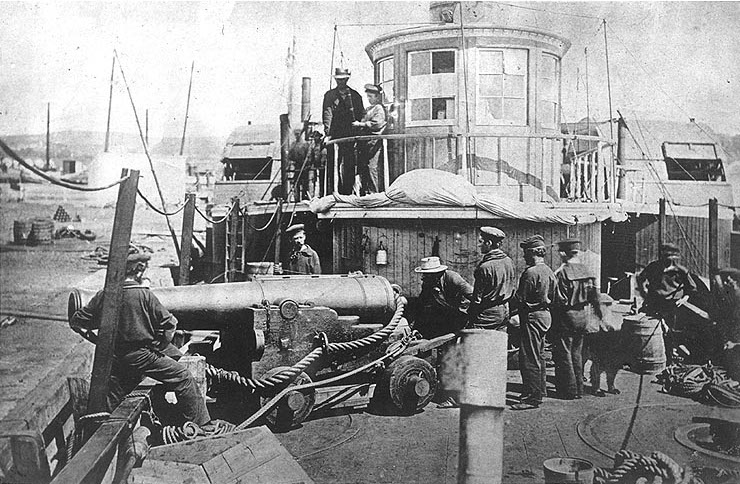
Cañón de 32 libras en un transporte dessarrollado por el comandante Ward antes de la Guerra Civil americana